# Trichocerca bidens
Trichocerca bidens is een raderdiertjessoort uit de familie Trichocercidae. De wetenschappelijke naam van deze soort is voor het eerst geldig gepubliceerd in 1912 door Lucks.